# Jacob Cadron
Jacob Cadron (Dudzele, 16 november 1791 - 6 maart 1867) was dienstdoende burgemeester van de gemeente Dudzele, een dorp in de polders ten Noorden van Brugge, van 1831 tot 1837 en burgemeester van 1838 tot 1861.

## Boer en burgemeester
Jacob Cadron, die boerde op het Westnederhof, was de zoon van Pieter Cadron (1736-1796) en Isabella Verheye (1758-1835). In 1821 trouwde hij met de landbouwersdochter Anne-Marie Vandenbussche (Brugge, 1793 - Dudzele, 1859) en ze hadden zeven kinderen. 
Bij de verkiezingen van einde 1830 werd hij schepen. Na de dood van Baeteman in november 1831 trad hij op als dienstdoende burgemeester. Jacob Monbaliu was zijn schepen.
Het was pas in januari 1838 dat hij eindelijk tot volwaardig burgemeester werd benoemd. Jacob Monbaliu bleef zijn eerste schepen. De tweede schepen was Pieter Proot en de raadsleden waren Jacob Devlieger, Filip Deprez, Hendrik Demaeschalck, Jan Dedecker, Filip Brusselle en Jakob Lannoye.
De gemeente had nog steeds aanzienlijke last van een gebrekkige afwatering en van regelmatige overstromingen als gevolg. Toen op het einde van de jaren dertig gesproken werd over het graven van een afleidingsvaart, was men daar in Dudzele dan ook zeer voor te vinden. Een petitie die door ongeveer het ganse dorp werd ondertekend, werd in december 1841 naar de Kamer van volksvertegenwoordigers gestuurd. In het voorjaar van 1843 begonnen de graafwerken voor de vaart en de verwachting was dat Dudzele nu niet meer onder overstromingen zou lijden. Anderzijds verstoorde het ruwe volkje dat de graafwerken kwam uitvoeren nogal eens de rust in de gemeente.
Cadron bleef burgemeester tot begin januari 1861. Tijdens zijn ambtsperiode was de bevolking tot boven de 2.000 inwoners aangegroeid. Hij werd opgevolgd door Pieter Proot.